# Düsseldorfer Turn- und Sportverein Fortuna 1895 1990-1991
Questa voce raccoglie le informazioni riguardanti il Düsseldorfer Turn- und Sportverein Fortuna 1895 nelle competizioni ufficiali della stagione 1990-1991.

## Stagione
Nella stagione 1990-1991 il Fortuna Düsseldorf, allenato da Aleksandar Ristić e Josef Hickersberger, concluse il campionato di Bundesliga al 12º posto. In Coppa di Germania il Fortuna Düsseldorf fu eliminato al secondo turno dal Blau-Weiß Berlin.

## Rosa
| N. |                      | Ruolo | Calciatore        |
| -- | -------------------- | ----- | ----------------- |
| 1  | Germania (bandiera)  | P     | Frank Kirn        |
|    | Germania (bandiera)  | P     | Jörg Schmadtke    |
|    | Germania (bandiera)  | P     | Jürgen Wittmann   |
|    | Germania (bandiera)  | D     | Ralf Loose        |
|    | Germania (bandiera)  | D     | Martin Spanring   |
|    | Germania (bandiera)  | D     | Karl Werner       |
|    | Polonia (bandiera)   | D     | Rudolf Wójtowicz  |
|    | Germania (bandiera)  | C     | Jörg Albertz      |
|    | Ghana (bandiera)     | C     | Anthony Baffoe    |
|    | Germania (bandiera)  | C     | Michael Büskens   |
|    | Argentina (bandiera) | C     | Marcelo Carracedo |
|    | Germania (bandiera)  | C     | Antoine Hey       |

| N. |                     | Ruolo | Calciatore        |
| -- | ------------------- | ----- | ----------------- |
|    | Germania (bandiera) | C     | Karsten Hutwelker |
|    | Germania (bandiera) | C     | Andreas Kaiser    |
|    | Germania (bandiera) | C     | Dirk Krümpelmann  |
|    | Germania (bandiera) | C     | Michael Schütz    |
|    | Germania (bandiera) | C     | Jörg Spillmann    |
|    | Germania (bandiera) | C     | Richard Walz      |
|    | Germania (bandiera) | A     | Thomas Allofs     |
|    | Norvegia (bandiera) | A     | Jørn Andersen     |
|    | Germania (bandiera) | A     | Sven Demandt      |
|    | Germania (bandiera) | A     | Oliver Ebersbach  |
|    | Germania (bandiera) | A     | Bernd Klotz       |
|    | Germania (bandiera) | A     | Jörg Schuberth    |

## Organigramma societario
Area tecnica
- Allenatore: Josef Hickersberger
- Allenatore in seconda:
- Preparatore dei portieri:
- Preparatori atletici:

## Calciomercato

### Sessione estiva
| Acquisti | Acquisti        | Acquisti              | Acquisti |
| R.       | Nome            | da                    | Modalità |
| -------- | --------------- | --------------------- | -------- |
| D        | Per-Egil Ahlsen | Brann                 |          |
| C        | Jörg Albertz    | Borussia M'gladbach   |          |
| A        | Jørn Andersen   | Eintracht Francoforte |          |
| A        | Sven Demandt    | Bayer Leverkusen      |          |

| Cessioni | Cessioni        | Cessioni        | Cessioni |
| R.       | Nome            | a               | Modalità |
| -------- | --------------- | --------------- | -------- |
| D        | Sven Backhaus   | Energie Cottbus |          |
| C        | Pavel Chaloupka | BFC Dynamo      |          |
| A        | Uwe Fuchs       | Colonia         |          |
| C        | Michael Kimmel  | Homburg         |          |
| A        | Michael Preetz  | Saarbrücken     |          |
| C        | Petr Rada       | Rot-Weiss Essen |          |

### Sessione invernale
| Acquisti | Acquisti | Acquisti | Acquisti |
| R.       | Nome     | da       | Modalità |
| -------- | -------- | -------- | -------- |

| Cessioni | Cessioni        | Cessioni | Cessioni |
| R.       | Nome            | a        | Modalità |
| -------- | --------------- | -------- | -------- |
| D        | Per-Egil Ahlsen | Brann    |          |

## Risultati

### Bundesliga

#### Girone di andata
| Arbitro: | Merk |

|          |           |            |
| Higl 81’ | Marcatori | 58’ Allofs |

| Arbitro: | Schmidhuber |

|                          |           |           |
| Allofs 76’ Hutwelker 84’ | Marcatori | 20’ Spörl |

| Arbitro: | Mölm |

|                                                                          |           |            |
| Bein 21’ (rig.) Möller 40’, 48’ (rig.) Turowski 45’ Hutwelker 79’ (aut.) | Marcatori | 19’ Kaiser |

| Düsseldorf 2 settembre 1990, ore 19:00 CEST 4ª giornata | Fortuna Düsseldorf | 0 – 0 referto | Borussia Dortmund | Rheinstadion (10 000 spett.)\| Arbitro: \| Strigel \| |
| Arbitro:                                                | Strigel            |               |                   |                                                       |

| Arbitro: | Umbach |

|  |           |             |
|  | Marcatori | 82’ Albertz |

| Arbitro: | Harder |

|               |           |                       |
| Hutwelker 89’ | Marcatori | 18’ Strunz 58’ Bender |

| Arbitro: | Kriegelstein |

|                                   |           |  |
| Wirsching 51’ Wagner 62’ Türr 82’ | Marcatori |  |

| Arbitro: | Löwer |

|  |           |                  |
|  | Marcatori | 4’, 79’ Witeczek |

| Arbitro: | Neuner |

|              |           |           |
| Schreier 53’ | Marcatori | 82’ Klotz |

| Düsseldorf 13 ottobre 1990, ore 15:30 CET 10ª giornata | Fortuna Düsseldorf | 0 – 0 referto | St. Pauli | Rheinstadion (11 000 spett.)\| Arbitro: \| Boos \| |
| Arbitro:                                               | Boos               |               |           |                                                    |

| Arbitro: | Osmers |

|                 |           |         |
| Kögl 88’ (rig.) | Marcatori | 84’ Hey |

| Arbitro: | Steinborn |

|                                              |           |                            |
| Walz 3’, 83’ Andersen 18’ Hey 52’ Schütz 90’ | Marcatori | 13’ Glesius 53’ Schütterle |

| Kaiserslautern 10 novembre 1990, ore 15:30 CET 13ª giornata | Kaiserslautern | 0 – 0 referto | Fortuna Düsseldorf | Fritz-Walter-Stadion (21 392 spett.)\| Arbitro: \| Wiesel \| |
| Arbitro:                                                    | Wiesel         |               |                    |                                                              |

| Arbitro: | Fux |

|                       |           |          |
| Allofs 20’ Kaiser 59’ | Marcatori | 57’ Kohr |

| Bochum 1º dicembre 1990, ore 15:30 CET 15ª giornata | Bochum   | 0 – 0 referto | Fortuna Düsseldorf | Ruhrstadion (13 500 spett.)\| Arbitro: \| Albrecht \| |
| Arbitro:                                            | Albrecht |               |                    |                                                       |

| Arbitro: | Gangkofer |

|                           |           |             |
| Allofs 51’ Rufer 63’, 84’ | Marcatori | 82’ Demandt |

| Arbitro: | Kriegelstein |

|                                 |           |                |
| Allofs 32’, 36’, 84’ Schütz 47’ | Marcatori | 5’ Kastenmaier |

#### Girone di ritorno
| Arbitro: | Mierswa |

|  |           |                     |
|  | Marcatori | 49’ Sturm 54’ Heldt |

| Arbitro: | Tritschler |

|           |           |  |
| Nando 76’ | Marcatori |  |

| Arbitro: | Kasper |

|               |           |  |
| Carracedo 74’ | Marcatori |  |

| Arbitro: | Umbach |

|              |           |           |
| Poschner 74’ | Marcatori | 9’ Allofs |

| Arbitro: | Osmers |

|                                                  |           |                        |
| Allofs 54’, 73’ Andersen 78’ Schlegel 82’ (aut.) | Marcatori | 81’ Görtz 83’ Winkhold |

| Arbitro: | Wiesel |

|  |           |            |
|  | Marcatori | 64’ Allofs |

| Arbitro: | Ziller |

|                                       |           |  |
| Allofs 45’ Andersen 82’ Hutwelker 90’ | Marcatori |  |

| Arbitro: | Schmidhuber |

|          |           |                       |
| Fach 49’ | Marcatori | 8’ Büskens 87’ Allofs |

| Arbitro: | Amerell |

|  |           |                         |
|  | Marcatori | 12’ Kirsten 62’ Leśniak |

| Arbitro: | Strigel |

|                       |           |                               |
| Ottens 63’ Zander 88’ | Marcatori | 20’ Hey 50’ Baffoe 71’ Allofs |

| Arbitro: | Merk |

|  |           |                                        |
|  | Marcatori | 3’, 29’ Sammer 42’ Allgöwer 83’ Walter |

| Arbitro: | Mierswa |

|             |           |           |
| Glesius 52’ | Marcatori | 1’ Allofs |

| Düsseldorf 18 maggio 1991, ore 15:30 CEST 30ª giornata | Fortuna Düsseldorf | 0 – 0 referto | Kaiserslautern | Rheinstadion (32 000 spett.)\| Arbitro: \| Malbranc \| |
| Arbitro:                                               | Malbranc           |               |                |                                                        |

| Arbitro: | Assenmacher |

|               |           |  |
| Sané 57’, 71’ | Marcatori |  |

| Arbitro: | Neuner |

|                                     |           |                                                        |
| Andersen 3’ Spanring 10’ Allofs 31’ | Marcatori | 36’ Rzehaczek 48’ Nehl 67’ Helmig 69’ (rig.) Heinemann |

| Arbitro: | Berg |

|            |           |                 |
| Schütz 25’ | Marcatori | 13’, 62’ Allofs |

| Arbitro: | Dardenne |

|                           |           |  |
| Wynhoff 55’ Schneider 59’ | Marcatori |  |

### Coppa di Germania
| Arbitro: | Berg |

|                        |           |                                   |
| Fiannaca 5’ Jakobs 64’ | Marcatori | 3’ Büskens 28’ Kaiser 119’ Allofs |

| Düsseldorf 3 novembre 1990, ore 15:30 CET Secondo turno | Fortuna Düsseldorf | 0 – 0 (d.t.s.) referto | Blau-Weiß Berlin | Rheinstadion (6 000 spett.)\| Arbitro: \| Föckler \| |
| Arbitro:                                                | Föckler            |                        |                  |                                                      |

| Arbitro: | Amerell |

|                  |           |  |
| Schlumberger 83’ | Marcatori |  |

## Statistiche

### Statistiche di squadra
| Competizione      | Punti | In casa | In casa | In casa | In casa | In casa | In casa | In trasferta | In trasferta | In trasferta | In trasferta | In trasferta | In trasferta | Totale | Totale | Totale | Totale | Totale | Totale | DR |
| Competizione      | Punti | G       | V       | N       | P       | Gf      | Gs      | G            | V            | N            | P            | Gf           | Gs           | G      | V      | N      | P      | Gf     | Gs     | DR |
| ----------------- | ----- | ------- | ------- | ------- | ------- | ------- | ------- | ------------ | ------------ | ------------ | ------------ | ------------ | ------------ | ------ | ------ | ------ | ------ | ------ | ------ | -- |
| Bundesliga        | 32    | 17      | 7       | 3       | 7       | 26      | 25      | 17           | 4            | 7            | 6            | 14           | 24           | 34     | 11     | 10     | 13     | 40     | 49     | -9 |
| Coppa di Germania | -     | 1       | 0       | 1       | 0       | 0       | 0       | 2            | 1            | 0            | 1            | 3            | 3            | 3      | 1      | 1      | 1      | 3      | 3      | 0  |
| Totale            | 32    | 18      | 7       | 4       | 7       | 26      | 25      | 19           | 5            | 7            | 7            | 17           | 27           | 37     | 12     | 11     | 14     | 43     | 52     | -9 |

### Andamento in campionato
| Giornata  | 1 | 2 | 3  | 4  | 5 | 6  | 7  | 8  | 9  | 10 | 11 | 12 | 13 | 14 | 15 | 16 | 17 | 18 | 19 | 20 | 21 | 22 | 23 | 24 | 25 | 26 | 27 | 28 | 29 | 30 | 31 | 32 | 33 | 34 |
| --------- | - | - | -- | -- | - | -- | -- | -- | -- | -- | -- | -- | -- | -- | -- | -- | -- | -- | -- | -- | -- | -- | -- | -- | -- | -- | -- | -- | -- | -- | -- | -- | -- | -- |
| Luogo     | T | C | T  | C  | T | C  | T  | C  | T  | C  | T  | C  | T  | C  | T  | T  | C  | C  | T  | C  | T  | C  | T  | C  | T  | C  | T  | C  | T  | C  | T  | C  | C  | T  |
| Risultato | N | V | P  | N  | V | P  | P  | P  | N  | N  | N  | V  | N  | V  | N  | P  | V  | P  | P  | V  | N  | V  | V  | V  | V  | P  | V  | P  | N  | N  | P  | P  | P  | P  |
| Posizione | 7 | 6 | 11 | 12 | 7 | 10 | 14 | 16 | 15 | 16 | 15 | 12 | 12 | 10 | 10 | 11 | 9  | 10 | 12 | 10 | 11 | 10 | 9  | 7  | 6  | 8  | 8  | 9  | 9  | 9  | 9  | 9  | 11 | 12 |

Legenda:

Luogo: C = Casa; T = Trasferta. Risultato: V = Vittoria; N = Pareggio; P = Sconfitta.

### Statistiche dei giocatori
| Giocatore      | Bundesliga | Bundesliga | Bundesliga  | Bundesliga | Coppa di Germania | Coppa di Germania | Coppa di Germania | Coppa di Germania | Totale   | Totale | Totale      | Totale     |
| Giocatore      | Presenze   | Reti       | Ammonizioni | Espulsioni | Presenze          | Reti              | Ammonizioni       | Espulsioni        | Presenze | Reti   | Ammonizioni | Espulsioni |
| -------------- | ---------- | ---------- | ----------- | ---------- | ----------------- | ----------------- | ----------------- | ----------------- | -------- | ------ | ----------- | ---------- |
| P. Ahlsen      | 11         | 0          | 0           | 0          | 2                 | 0                 | 0                 | 0                 | 13       | 0      | 0           | 0          |
| J. Albertz     | 12         | 1          | 0           | 0          | 0                 | 0                 | 0                 | 0                 | 12       | 1      | 0           | 0          |
| T. Allofs      | 32         | 15         | 2           | 0          | 2                 | 1                 | 0                 | 0                 | 34       | 16     | 2           | 0          |
| J. Andersen    | 33         | 4          | 2           | 0          | 3                 | 0                 | 0                 | 0                 | 36       | 4      | 2           | 0          |
| A. Baffoe      | 29         | 1          | 1           | 0          | 3                 | 0                 | 0                 | 0                 | 32       | 1      | 1           | 0          |
| M. Büskens     | 32         | 1          | 5           | 0          | 3                 | 1                 | 1                 | 0                 | 35       | 2      | 6           | 0          |
| M. Carracedo   | 14         | 1          | 1           | 0          | 0                 | 0                 | 0                 | 0                 | 14       | 1      | 1           | 0          |
| S. Demandt     | 14         | 1          | 0           | 0          | 1                 | 0                 | 0                 | 0                 | 15       | 1      | 0           | 0          |
| O. Ebersbach   | 0          | 0          | 0           | 0          | 0                 | 0                 | 0                 | 0                 | 0        | 0      | 0           | 0          |
| A. Hey         | 22         | 3          | 1           | 0          | 0                 | 0                 | 0                 | 0                 | 22       | 3      | 1           | 0          |
| K. Hutwelker   | 20         | 3          | 2           | 0          | 3                 | 0                 | 0                 | 0                 | 23       | 3      | 2           | 0          |
| A. Kaiser      | 25         | 2          | 6           | 2          | 3                 | 1                 | 0                 | 0                 | 28       | 3      | 6           | 2          |
| F. Kirn        | 0          | 0          | 0           | 0          | 0                 | 0                 | 0                 | 0                 | 0        | 0      | 0           | 0          |
| B. Klotz       | 5          | 1          | 0           | 0          | 0                 | 0                 | 0                 | 0                 | 5        | 1      | 0           | 0          |
| D. Krümpelmann | 15         | 0          | 0           | 0          | 2                 | 0                 | 1                 | 0                 | 17       | 0      | 1           | 0          |
| R. Loose       | 28         | 0          | 3           | 0          | 3                 | 0                 | 1                 | 0                 | 31       | 0      | 4           | 0          |
| J. Schmadtke   | 32         | 0          | 1           | 0          | 3                 | 0                 | 0                 | 0                 | 35       | 0      | 1           | 0          |
| J. Schuberth   | 0          | 0          | 0           | 0          | 1                 | 0                 | 0                 | 0                 | 1        | 0      | 0           | 0          |
| M. Schütz      | 30         | 3          | 4           | 0          | 2                 | 0                 | 0                 | 0                 | 32       | 3      | 4           | 0          |
| M. Spanring    | 23         | 1          | 8           | 0          | 2                 | 0                 | 0                 | 0                 | 25       | 1      | 8           | 0          |
| J. Spillmann   | 1          | 0          | 0           | 0          | 0                 | 0                 | 0                 | 0                 | 1        | 0      | 0           | 0          |
| R. Walz        | 15         | 2          | 0           | 0          | 2                 | 0                 | 1                 | 0                 | 17       | 2      | 1           | 0          |
| K. Werner      | 29         | 0          | 2           | 0          | 3                 | 0                 | 1                 | 0                 | 32       | 0      | 3           | 0          |
| J. Wittmann    | 2          | 0          | 0           | 0          | 0                 | 0                 | 0                 | 0                 | 2        | 0      | 0           | 0          |
| R. Wójtowicz   | 17         | 0          | 5           | 0          | 1                 | 0                 | 1                 | 0                 | 18       | 0      | 6           | 0          |